# Grand Prix Hiszpanii 1974
Grand Prix Hiszpanii 1974 (oryg. Gran Premio de España) – czwarta runda Mistrzostw Świata Formuły 1 w sezonie 1974, która odbyła się 28 kwietnia 1974, po raz czwarty na torze Circuito del Jarama.
20. Grand Prix Hiszpanii, dziewiąte zaliczane do Mistrzostw Świata Formuły 1.

## Klasyfikacja
| Legenda oznaczeń w tabelach wyników Wyświetl szablon na nowej stronie | Legenda oznaczeń w tabelach wyników Wyświetl szablon na nowej stronie                                                                     |
| Oznaczenie                                                            | Wyjaśnienie |
| --------------------------------------------------------------------- | --- |
| Złoty                                                                 | Zwycięzca lub mistrzostwo |
| Srebrny                                                               | 2. miejsce lub wicemistrzostwo |
| Brązowy                                                               | 3. miejsce lub II wicemistrzostwo |
| Zielony                                                               | Ukończył, punktował (w klasyfikacji generalnej, gdy zdobył co najmniej jeden punkt na przestrzeni sezonu, poza trzema powyższymi opcjami) |
| Niebieski                                                             | Ukończył, nie punktował (w klasyfikacji generalnej, gdy nie zdobył co najmniej jednego punktu na przestrzeni sezonu)                      |
| Czerwony                                                              | Nie zakwalifikował się (NZ) |
| Czerwony                                                              | Nie prekwalifikował się (NPK) |
| Różowy                                                                | Nie ukończył (NU) |
| Różowy                                                                | Niesklasyfikowany (NS) (w klasyfikacji generalnej, gdy nie został sklasyfikowany w żadnym wyścigu sezonu)                                 |
| Czarny                                                                | Zdyskwalifikowany (DK) |
| Czarny                                                                | Wykluczony (WYK/EX) |
| Biały                                                                 | Nie wystartował (NW) |
| Biały                                                                 | Kontuzjowany (K/INJ) |
| Biały                                                                 | Wyścig odwołany (OD/C) |
| Bez koloru                                                            | Został wycofany (WYC/WD) |
| Bez koloru                                                            | Nie przybył (NP/DNA) |
| Bez koloru                                                            | Nie brał udziału w treningach (NT/DNP) |
| Bez koloru                                                            | Nie został zgłoszony (–) |
| Pogrubienie                                                           | Start z pole position |
| Kursywa                                                               | Najszybsze okrążenie wyścigu |
| †                                                                     | Nie ukończył, ale jego rezultat został zaliczony ze względu na przejechanie więcej niż 90% dystansu wyścigu.                              |
| *                                                                     | Sezon w trakcie |
| 1/2/3                                                                 | Punktowana pozycja w sprincie kwalifikacyjnym                                                                                             |
| Lista systemów punktacji Formuły 1                                    | |

| Pos | No | Kierowca             | Konstruktor       | Okrążeń | Czas/powód NU      | Poz. Start. | Punktów |
| --- | -- | -------------------- | ----------------- | ------- | ------------------ | ----------- | ------- |
| 1   | 12 | Niki Lauda           | Ferrari           | 84      | 2:00:29.56         | 1           | 9       |
| 2   | 11 | Clay Regazzoni       | Ferrari           | 84      | + 35.61            | 3           | 6       |
| 3   | 5  | Emerson Fittipaldi   | McLaren-Ford      | 83      | + 1 okrążenie      | 4           | 4       |
| 4   | 9  | Hans Joachim Stuck   | March-Ford        | 82      | + 2 Okrążeń        | 13          | 3       |
| 5   | 3  | Jody Scheckter       | Tyrrell-Ford      | 82      | + 2 Okrążeń        | 9           | 2       |
| 6   | 6  | Denny Hulme          | McLaren-Ford      | 82      | + 2 Okrążeń        | 8           | 1       |
| 7   | 16 | Brian Redman         | Shadow-Ford       | 81      | + 3 Okrążeń        | 21          |         |
| 8   | 4  | Patrick Depailler    | Tyrrell-Ford      | 81      | + 3 Okrążeń        | 16          |         |
| 9   | 33 | Mike Hailwood        | McLaren-Ford      | 81      | + 3 Okrążeń        | 17          |         |
| 10  | 24 | James Hunt           | Hesketh-Ford      | 81      | + 3 Okrążeń        | 10          |         |
| 11  | 28 | John Watson          | Brabham-Ford      | 80      | + 4 Okrążeń        | 15          |         |
| 12  | 15 | Henri Pescarolo      | BRM               | 80      | + 4 Okrążeń        | 20          |         |
| 13  | 18 | Carlos Pace          | Surtees-Ford      | 78      | + 6 Okrążeń        | 14          |         |
| 14  | 23 | Tim Schenken         | Trojan-Ford       | 76      | Wypadł z toru      | 25          |         |
| NU  | 17 | Jean-Pierre Jarier   | Shadow-Ford       | 73      | Nie sklasyfikowany | 12          |         |
| NU  | 26 | Graham Hill          | Lola-Ford         | 43      | Silnik             | 19          |         |
| NU  | 20 | Arturo Merzario      | Iso Marlboro-Ford | 37      | Wypadek            | 7           |         |
| NU  | 19 | Jochen Mass          | Surtees-Ford      | 35      | Skrz. biegów       | 18          |         |
| NU  | 37 | François Migault     | BRM               | 27      | Silnik             | 22          |         |
| NU  | 2  | Jacky Ickx           | Lotus-Ford        | 26      | Hamulce            | 5           |         |
| NU  | 1  | Ronnie Peterson      | Lotus-Ford        | 23      | Silnik             | 2           |         |
| NU  | 30 | Chris Amon           | Amon-Ford         | 22      | Hamulce            | 23          |         |
| NU  | 8  | Rikky von Opel       | Brabham-Ford      | 14      | Wyciek oleju       | 24          |         |
| NU  | 7  | Carlos Reutemann     | Brabham-Ford      | 12      | Wypadł z toru      | 6           |         |
| NU  | 14 | Jean-Pierre Beltoise | BRM               | 2       | Silnik             | 11          |         |
| NZ  | 27 | Guy Edwards          | Lola-Ford         |         |                    |             |         |
| NZ  | 21 | Tom Belsø            | Iso Marlboro-Ford |         |                    |             |         |